# St. Wolfgang (Holzhammer)
Die Dorfkirche St. Wolfgang ist eine Kirche in Holzhammer, einem Ortsteil der Stadt Schnaittenbach im Landkreis Amberg-Sulzbach in der Oberpfalz (Bayern). Die Kirche wurde 1994 und 1995 erbaut und am 2. Juli 1995 durch Bischof Manfred Müller geweiht.